# Plethodon kisatchie
Plethodon kisatchie (tên tiếng Anh: Louisiana Slimy Salamander) là một loài kỳ giông trong họ Plethodontidae, đặc hữu của Bắc Mỹ.
Môi trường sống tự nhiên của chúng là các khu rừng ôn đới, và do vậy chúng hiện đang bị đe dọa vì mất môi trường sống.